# Résolution 265 du Conseil de sécurité des Nations unies
Membres permanents
- Chine (Taïwan)
- États-Unis
- France
- Royaume-Uni
- URSS

Membres non permanents
- Algérie
- Colombie
- Espagne
- Finlande
- Hongrie
- Népal
- Pakistan
- Paraguay
- Sénégal
- Zambie

Résolution no 264 Résolution no 266
La résolution 265 du Conseil de sécurité des Nations unies est adoptée à 11 voix contre 0 lors de la 1 473e séance du Conseil de sécurité des Nations unies le 1er avril 1969, après avoir réaffirmé la résolution 248, le Conseil a condamné les attaques aériennes préméditées d'Israël contre des villages jordaniens, en violation flagrante de la Charte des Nations unies et des résolutions de cessez-le-feu, et a déploré les pertes en vies humaines et les dégâts matériels.
La résolution a été adoptée par 11 voix contre zéro; la Colombie, le Paraguay, le Royaume-Uni et les États-Unis se sont abstenus de voter.

### Sources
- (en) Cet article est partiellement ou en totalité issu de l’article de Wikipédia en anglais intitulé « United Nations Security Council Resolution 265 » (voir la liste des auteurs).

### Texte
- Résolution 265 Sur fr.wikisource.org
- Résolution 265 Sur en.wikisource.org